# Alexeï Oulanov
Pour les articles homonymes, voir Oulanov.
Alexeï Nikolaïevitch Oulanov (en russe : Алексе́й Никола́евич Ула́нов) est un patineur artistique russe ayant patiné dans les années 1970 sous les couleurs de l'Union soviétique. Il est né le 4 novembre 1947 à Moscou.

## Biographie

### Carrière sportive
Alexeï Oulanov débute en patinage artistique en 1954 et devient un membre de l'équipe nationale en 1964. Avec sa partenaire Irina Rodnina et entrainé par Stanislav Zhuk, il est sacré champion olympique aux Jeux olympiques de 1972 et quadruple champion du monde de 1969 à 1972. Smirnova se sépare ensuite de Rodnina à l'issue des Jeux de 1972, rejoignant Lioudmila Smirnova, de qui il est tombé amoureux.
Smirnova et Oulanov patinent pour deux saisons. Ils remportent la médaille d'argent aux Championnats du monde et d'Europe de 1973. La saison suivante, ils sont vice-champions du monde et remportent la médaille de bronze mondiale. Ils se marient et ont deux enfants, Nikolai Oulanov et Irina Ulanova. Cette dernière a patiné avec Alexandre Smirnov ainsi qu'avec Maksim Trankov pendant trois ans.
Oulanov est récipiendaire de l'Ordre du Drapeau rouge du Travail en 1972.

## Palmarès
Avec deux partenaires:
- Irina Rodnina (5 saisons : 1967-1972)
- Lioudmila Smirnova (2 saisons : 1972-1974)

| Compétitions principales        | 1968    | 1969    | 1970    | 1971    | 1972    |  | 1973    | 1974    |  |  |  |  |  |  |
| Jeux olympiques d'hiver         |         |         |         |         | 1er     |  |         |         |  |  |  |  |  |  |
| Championnats du monde           |         | 1er     | 1er     | 1er     | 1er     |  | 2e      | 2e      |  |  |  |  |  |  |
| Championnats d’Europe           | 5e      | 1er     | 1er     | 1er     | 1er     |  | 2e      | 3e      |  |  |  |  |  |  |
| Championnats d'Union soviétique | 3e      | 3e      | 1er     | 1er     | F       |  | 3e      |         |  |  |  |  |  |  |
|                                 |         |         |         |         |         |  |         |         |  |  |  |  |  |  |
| Autre Compétition               | 1967/68 | 1968/69 | 1969/70 | 1970/71 | 1971/72 |  | 1972/73 | 1973/74 |  |  |  |  |  |  |
| Moscou Skate                    | 1er     | 2e      | 1er     | F       |         |  |         | 1er     |  |  |  |  |  |  |
| Légende : F = Forfait           |         |         |         |         |         |  |         |         |  |  |  |  |  |  |